# Nguyễn Khải
Nguyễn Khải (tên khai sinh: Nguyễn Mạnh Khải; 3 tháng 12 năm 1930 - 15 tháng 1 năm 2008), là một nhà văn người Việt Nam được trao tặng Giải thưởng Hồ Chí Minh và là một trong những gương mặt nổi bật của thế hệ nhà văn trưởng thành sau cách mạng tháng 8 năm 1945. Ông là đại biểu Quốc hội khóa VII; Phó Tổng thư ký Hội Nhà văn Việt Nam khóa III.

## Tiểu sử
Quê bố Nguyễn Khải ở Nam Định, quê mẹ ở Hưng Yên nhưng tuổi nhỏ ông sống ở nhiều nơi. Đang học trung học thì gia nhập Cách mạng tháng Tám. Trong kháng chiến chống Pháp, ông gia nhập đội tự vệ chiến đấu ở thị xã Hưng Yên, sau đó vào bộ đội, làm y tá rồi làm báo. Bắt đầu viết văn từ những năm 1950, được chú ý từ tiểu thuyết Xung đột (phần I năm 1959, phần II năm 1962).
Sau năm 1975 Nguyễn Khải chuyển vào sinh sống tại Thành phố Hồ Chí Minh. Ông rời quân đội năm 1988 với quân hàm đại tá để về làm việc tại Hội Nhà văn Việt Nam. Nguyễn Khải từng là Ủy viên Ban chấp hành Hội Nhà văn Việt Nam các khóa 2, 3 và là Phó tổng thư ký khóa 3. Ông là Đại biểu Quốc hội khóa VII.
Nguyễn Khải mất ngày 15 tháng 1 năm 2008 tại Thành phố Hồ Chí Minh do bệnh tim. Ông có ba người con, hai trai một gái, trong đó người con trai út là Nguyễn Khải Hoàn, Chủ tịch Tập đoàn bất động sản Khải Hoàn Land.

## Sự nghiệp
Chủ đề các tác phẩm của Nguyễn Khải khá phong phú: về nông thôn trong quá trình xây dựng cuộc sống mới, về bộ đội trong những năm chiến tranh chống Mỹ, về những vấn đề xã hội-chính trị có tính thời sự và đời sống tư tưởng, tinh thần của con người hiện nay trước những biến động phức tạp của đời sống.
Sáng tác của Nguyễn Khải thể hiện sự nhạy bén và cách khám phá riêng của nhà văn với các vấn đề xã hội, năng lực phân tích tâm lý sắc sảo, sức mạnh của lý trí tỉnh táo. Năm 1982, Nguyễn Khải nhận Giải thưởng Hội Nhà văn Việt Nam với tiểu thuyết Gặp gỡ cuối năm. Năm 2000, nhà văn được phong tặng Giải thưởng Hồ Chí Minh đợt II về Văn học nghệ thuật.
Tác phẩm Mùa lạc của Nguyễn Khải thường được trích dạy trong sách giáo khoa phổ thông môn Văn học nhiều năm qua. Trong bộ sách giáo khoa Ngữ văn bộ mới (lớp 12), tác phẩm này được thay bằng Một người Hà Nội, cũng là một truyện ngắn xuất sắc của ông.

## Tác phẩm
Ông sáng tác nhiều thể loại: truyện ngắn, tiểu thuyết, ký sự, kịch. Trong đó, Nguyễn Khải để dấu ấn qua nhiều tác phẩm như: Xung đột (1959-1962), Mùa lạc (tập truyện ngắn, 1960), Thời gian của người (1985)... Tác phẩm tiểu thuyết Thượng đế thì cười (2003), mang giọng văn hồi ký về cuộc đời viết lách của ông. Tác phẩm cuối cùng của ông là tuỳ bút Đi tìm cái tôi đã mất (2006) ghi lại những trăn trở của Nguyễn Khải vào những năm cuối đời.

### Các tác phẩm nổi bật của Nguyễn Khải
- Mùa xuân ở Chương - Mỹ (1954)
- Người con gái quang vinh (1956)
- Xung đột (truyện, 1959)
- Mùa lạc (tập truyện ngắn, 1960)
- Hãy đi xa hơn nữa (truyện vừa, 1963)
- Người trở về (tập truyện vừa, 1964)
- Họ sống và chiến đấu (ký sự, 1966)
- Hoà - Vang (bút ký, 1967)
- Đường trong mây (tiểu thuyết, 1970)
- Ra đảo (1970)
- Chủ tịch huyện (truyện, 1972)
- Chiến sĩ (tiểu thuyết, 1973)
- Tháng ba Tây nguyên (ký, 1976)
- Cách mạng (kịch, 1978)
- Gặp gỡ cuối năm (tiểu thuyết, 1982)
- Thời gian của người (1985)
- Điều tra về một cái chết (tiểu thuyết, 1986)
- Vòng sống đến vô cùng (truyện, 1987)
- Một cõi nhân gian bé tí (tiểu thuyết, 1989)
- Một người Hà Nội (tập truyện ngắn, 1990)
- Cha và các con và... (tiểu thuyết, 1990)
- Sư già chùa Thắm và ông đại tá về hưu (tập truyện vừa, 1993)
- Một thời gió bụi (truyện ngắn, 1993)
- Hà Nội trong mắt tôi (tập truyện ngắn, 1995)
- Chút phấn của đời (truyện ngắn và kịch, 1999)
- Chuyện nghề (1999)
- Nắng chiều (tập truyện ngắn, 2001)
- Hãy đi xa hơn nữa (tập truyện ngắn thiếu nhi, 2002)
- Mẹ và các con (tập truyện ngắn thiếu nhi, 2002)
- Sống ở đời (tập truyện, 2003)
- Ký sự & Kịch (2003)
- Thượng đế thì cười (tiểu thuyết, 2003)
- Nghề văn cũng lắm công phu (truyện - tạp văn, 2003)
- Vòng tròn trống rỗng (kịch, 2003)
- Một chặng đường (tiểu thuyết, 2005)
- Đi tìm cái tôi đã mất (tùy bút, 2006)

Các tác phẩm khác của ông có thể kể tới: Ước gì tôi được trẻ lại, Tự bạch, Người ngu, Người mơ mộng, Nếp Nhà, Má Hồng, Đời khổ, Đất Mỏ, Đàn ông, Đàn bà, Đã từng có ngày vui, Chị Mai, Cái thời lãng mạn, Buổi sớm mai, Bố con, Bảy đô một đêm, Bắt đầu từ một câu nói, Bạn viết cũ, Anh Thanh Tịnh, Đứa con nuôi,...

## Giải thưởng
Trong suốt sự nghiệp, Nguyễn Khải đã nhận nhiều giải thưởng văn học như: Giải thưởng Văn học Lê Thanh Nghị (Liên khu III, 1951), Giải thưởng Văn nghệ Việt Nam (1951-1952), Giải thưởng Hội Nhà văn Việt Nam (1982), Giải thưởng Văn học Đông Nam Á (2000), Giải thưởng Hồ Chí Minh về Văn học nghệ thuật (đợt II - 2000) và Huy hiệu 60 năm tuổi Đảng.